# Мольтке, Хельмут Джеймс фон
Граф Хельмут Джеймс фон Мольтке (нем. Helmuth James Graf von Moltke; 11 марта 1907, Крайзау, Германия (ныне: Кшижова, Польша) — 23 января 1945, Берлин, Третий Рейх) — немецкий юрист, участник антинацистского движения Сопротивления.

## Семья и образование
Родился в аристократической семье, правнучатый племянник фельдмаршала Хельмута фон Мольтке, командовавшего прусской армией в войнах против Австрийской империи (1866) и Франции (1870—1871). Его мать Дороти (урождённая Роуз-Иннес), англичанка, дочь сэра Джеймса Роуз-Иннеса, верховного судьи Южно-Африканского союза. Родители Хельмута Джеймса входили в состав протестантской религиозной организации «Христианская наука», основанной в США Мэри Бейкер Эдди. Его отец занимался преподавательской и переводческой деятельностью в рамках «Христианской науки», был одним из переводчиков на немецкий язык наиболее известной книги основательницы этой организации «Наука и здоровье с Ключом к Священному Писанию».
Хельмут Джеймс фон Мольтке изучал юридические и политические науки в университетах Бреслау, Вены, Гейдельберга и Берлина. В 1934 году сдал экзамен на звание асессора, необходимый для юридической карьеры в Германии. В 1935—1938 годах Мольтке регулярно посещал Великобританию, где получил юридическое образование в Лондоне и Оксфорде, что дало ему право на адвокатскую практику в Англии.
В 1931 году женился на Фрее Дейхман (1911—2010), с которой он познакомился в Австрии.

## Юридическая и общественная деятельность
В студенческие годы участвовал в молодёжном движении, был одним из организаторов трудового лагеря для студентов и молодых рабочих и крестьян, с тем, чтобы они находили взаимопонимание и происходило смягчение социальных противоречий. С 1930 он занимался управлением отцовским имением Крайзау и разделил его неиспользуемую часть между крестьянами, что вызвало резкую критику со стороны местных землевладельцев.

После прихода нацистов к власти находился в оппозиции, обусловленной его моральными и религиозными воззрениями. В 1935 отказался от судейской карьеры, так как для этого было необходимо вступить в НСДАП. Вместо этого начал практиковать в качестве адвоката в Берлине. Как специалист в области международного права помогал эмигрировать евреям и другим жертвам нацистского режима, защищал их в суде. В 1937—1938 защищал своего университетского учителя, профессора Артура Вегнера, подвергавшегося преследованиям со стороны гестапо. Позднее Вегнер вспоминал о Мольтке: 

Он был, пожалуй, самый деловой, самый разумный и самый способный юрист, какого я когда-либо знавал среди студентов… То, что он сделал как немецкий и английский юрист, как защитник преследуемых и унижаемых, войдёт в историю.

## Участник движения Сопротивления
Во время Второй мировой войны работал в отделе международного права Абвера (германской военной разведки) и был экспертом по международному праву ОКХ (главнокомандования сухопутных войск). Выступал против жестокого обращения с военнопленными и гражданским населением во время боевых действий в СССР, за соблюдение Германией Женевской и Гаагской конвенций, которую СССР, впрочем, не соблюдал. Эту точку зрения поддерживали руководители Абвера адмирал Вильгельм Канарис и генерал Ганс Остер, однако она была отвергнута высшим военным командованием, которое мотивировало свою позицию тем, что СССР не присоединился к данным конвенциям. Кроме того, фельдмаршал Вильгельм Кейтель считал конвенции устаревшими.
Мольтке не допустил расстрела в Африке французов, взятых в плен немецкими войсками. Во время своей поездки в Осло информировал сотрудничавшего с немецким Сопротивлением подполковника Теодора Штельцера о предстоящей депортации норвежских евреев в концлагеря. В свою очередь, Штельцер предупредил норвежских патриотов, которым удалось переправить многих евреев в нейтральную Швецию. В своих докладах Мольтке подчёркивал наличие серьёзных психологических проблем, с которыми сталкивались немецкие военнослужащие, участвовавшие в массовых убийствах евреев и жителей Восточной Европы или наблюдавших за этими преступлениями (таким образом, Мольтке пытался с помощью хотя бы этого аргумента спасти жизни людей).
Мольтке переправлял информацию о военных преступлениях и концлагерях своим друзьям за пределами Германии, включая членов европейского Сопротивления. Дважды пытался связаться с британскими чиновниками, включая своих друзей по Оксфорду, предлагая им свою помощь, но в первый раз его инициатива была проигнорирована, а во второй британцы потребовали от него «дел», а не «слов».

Мольтке понимал, что послевоенная судьба Германии может быть тяжёлой, но был согласен на такую плату за уничтожение нацистского режима. В 1942 в тайном письме своему британскому другу Лайонелу Куртису (доставленном в Англию через Швецию), он писал: 

Ты знаешь, что я с первого дня боролся против нацистов, но степень угрозы и самопожертвования, которая требуется от нас сегодня и, вероятно, потребуется завтра, предполагает нечто большее, чем наличие добрых нравственных принципов, особенно поскольку мы знаем, что успех нашей борьбы, вероятно, будет означать тотальный крах, а не национальное единство. Но мы готовы прямо глядеть этому в лицо.

Вокруг Мольтке группировались противники нацистского режима, он стал неформальным лидером «кружка Крейсау» — по названию его имения, где первоначально проходили собрания противников нацистов (позднее они проводились в Берлине в доме графа Петера Йорка фон Вартенбурга). Мольтке негативно относился к планам покушения на Адольфа Гитлера, так как считал, что в случае успеха фюрер станет мучеником для германского народа, а неудача обречёт на гибель тех немногих людей, которые должны были возглавить создание демократического государства после краха Третьего рейха. По словам Теодора Штельцера, 

Мольтке был личностью впечатляющей, высокий, со стройной фигурой и крупной головой. Он был весьма одарённый юрист с превосходящим других, пожалуй несколько холодным интеллектом; убеждённый противник национал-социализма… Мольтке унаследовал от своей матери-англичанки свободный, открытый восприятию всего мира дух и преодолел все традиционные национальные и общественные предрассудки и ограничения. Для него само собой разумелось, что надо бороться против зла в политике, воплощением которого служил для него национал-социализм. Другим мотивом являлось чувство долга, побуждавшего его отдать все силы для спасения народа.

## Арест и гибель
В 1943 Мольтке узнал, что гестапо направило своего агента в антинацистскую группу «кружок Зольфа», действовавшую параллельно с «кружком Крайзау». Он предупредил об этом одного из участников «кружка Зольфа», но гестапо узнало о его поступке. 18 января 1944 он был арестован. После неудачи покушения на Гитлера 20 июля 1944 он был обвинён в государственной измене, прежде всего, за отказ сообщить о ранней деятельности участников заговора. Председатель Народной судебной палаты Роланд Фрейслер также заявил на процессе, что сам факт обсуждения вопроса о развитии послевоенной Германии на моральных и демократических принципах является изменой и должен наказываться смертью.
В одном из писем жене из тюрьмы Мольтке утверждал, что он стоял перед судом «… не как протестант, не как крупный землевладелец, не как аристократ, не как пруссак, не как немец…, но как христианин и никто иной». Он испытывал гордость за то, что умирает именно за свои идеи, а не за поступки. 11 января 1945 Мольтке был приговорён к смерти, 23 января казнён в тюрьме Плётцензее.

## Память о Мольтке
В 2001 немецкая секция Международного общества военного права и права войны учредили премию имени Хельмута Джеймса фон Мольтке (нем. Helmuth-James-von-Moltke-Preis) за выдающиеся юридические работы в области политики безопасности. 11 марта 2007, столетие со дня рождения Мольтке было отмечено во французской гугенотской церкви в Берлине, — во время этой церемонии канцлер Германии Ангела Меркель назвала его символом европейского мужества. В 1992 о судьбе Мольтке был снят документальный фильм «Беспокойная совесть» (англ. The Restless Conscience), номинированный на Оскар. В честь него в Германии выпущены две почтовые марки.